# Стріла (геральдика)
Стріла — одна з поширених  гербових фігур, що зображують предмет озброєння — боєприпас для стрільби з лука чи арбалета, що складається з древка, наконечника і оперення. У геральдиці використовується як вся стріла цілком, так і наконечники окремо.

## Символіка стріли
- сонячний символ, промені;
- прагнення до польоту;
- мужність;
- цілеспрямованість
- сила, війна, полювання;
- дії, наслідки яких не можна змінити — випущені з лука;
- відплата і невідворотність;
- цілеспрямованість;
- швидкість.

## Приклади використання стріл в гербах і емблемах

Герб Хмельницького
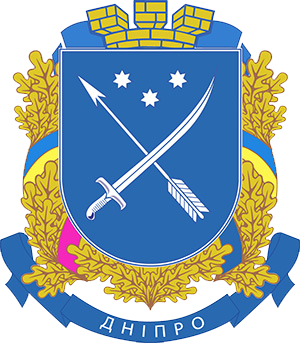
Герб Дніпра
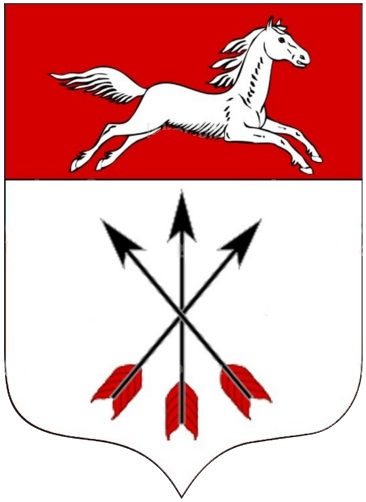
Герб Чигирина
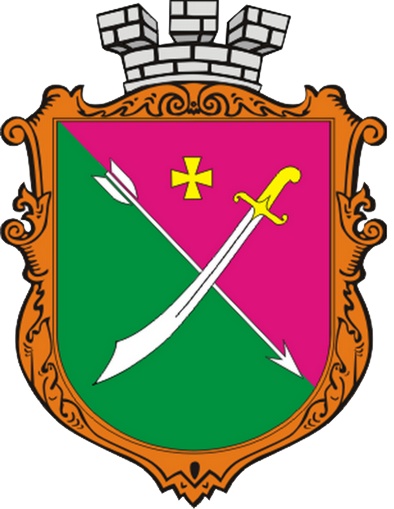
Герб Мени
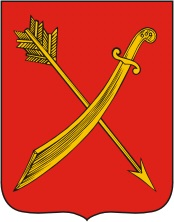
Герб Хорола
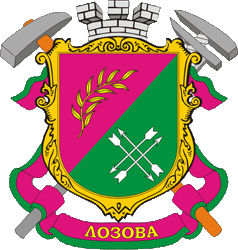
Герб Лозової
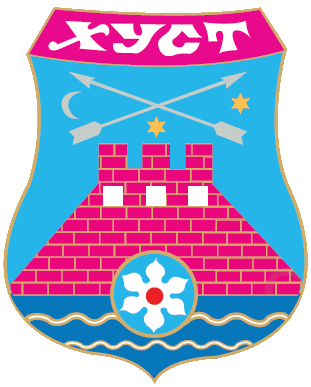
Герб Хуста
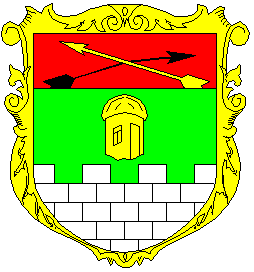
Герб Мурованих Курилівців
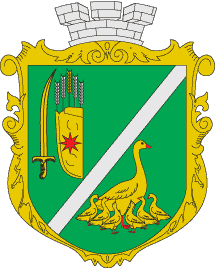
Герб Іллінців
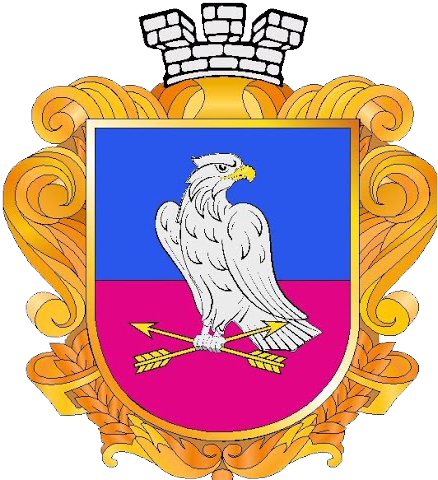
Герб Перещепиного
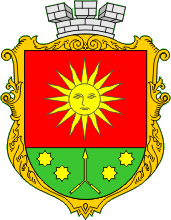
Герб Калинівки (Вінницька область)
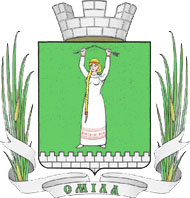
Герб Сміли
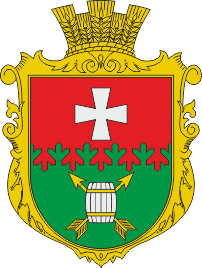
Герб Бронного
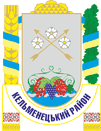
Герб Кельменецького району
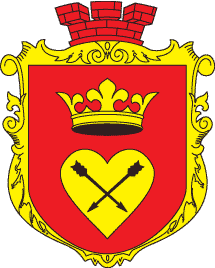
Герб села Глинськ (Роменський район)
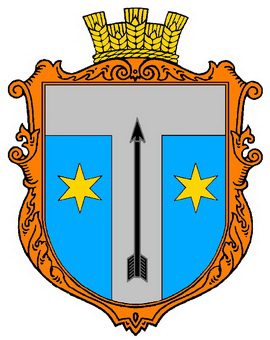
Герб села Торчиновичі
Герб гетьмана Івана Скоропадського
Герб гетьмана Івана Брюховецького
Велика печатка США
Герб Богорія